# Maniola imbrialis
Maniola imbrialis är en fjärilsart som beskrevs av Archibald C. Weeks 1905. Maniola imbrialis ingår i släktet Maniola och familjen praktfjärilar. Inga underarter finns listade i Catalogue of Life.